# Zbór ariański w Pęczelicach
Zbór ariański w Pęczelicach – murowany obiekt z przełomu XVI i XVII w. znajdujący się w Pęczelicach w powiecie buskim w województwie świętokrzyskim w Polsce. Obiekt został wpisany do rejestru zabytków nieruchomych województwa świętokrzyskiego.
Stanisław Gnoiński, syn Mikołaja hetmana nadwornego, wybudował we wsi zbór braci polskich, których wspólnoty był członkiem. Kolejni katoliccy właściciele majątku adaptowali go na spichlerz lub lamus. Funkcję tę pełnił aż do początków XX w., kiedy został przebudowany na budynek gospodarczy przy domu nr 26, od połowy XX w. popadał w ruinę. W 2005 Towarzystwo Opieki nad Zabytkami (Oddział Busko-Zdrój) interweniowało u służb konserwatorskich m.in. w sprawie zboru ariańskiego w Pęczelicach.
Z budynku do początku XXI w. zachowały się tylko wysokie piwnice, dwie izby ze śladami sklepienia kolebkowego i fragment późnorenesansowego obramienia okiennego. Obiekt znajduje się na oznakowanym Szlaku wokół Studni (przystanek nr 3).
Niedaleko od obiektu znajduje się Ostra Góra z domniemanymi grobami braci polskich. Ksiądz Jan Wiśniewski w książce „Historyczny opis kościołów, miast, zabytków i pamiątek w Stopnickiem” pisząc: „Podczas mojej podróży historycznej w 1923 roku po dawnym dekanacie stopnickim z Dobrowody gdziem nocował, jechałem na mszę św. do Szczaworyża i pod tą wsią (Pęczelicami) przejeżdżałem obok wyniosłego wzgórza, które wzbudziło moją uwagę. Zowie się Ostra Góra. Przed kilkunastu laty geometra pracujący w okolicy, kazał na szczycie wkopać słupek. Wówczas natrafiono na sklepienie, które gdy przebito znaleziono tam grób, w którym było 12 trumien, mających kształt człowieka. Naturalnie – wandalska ręka dziczy musiała szukać skarbów i poniszczyć pamiątki. Gdym wszedł na szczyt góry, ujrzałem zawaloną rumowiskiem piwnicę, lecz trumien nie widziałem”.
Nieco dalej dodaje, iż będąc w pobliskich Żernikach Górnych w rozmowie z mieszkańcami dowiedział się, że mógł to być grób braci polskich.